# Moschoneura
Moschoneura is een geslacht in de orde van de Lepidoptera (vlinders) familie van de Pieridae (Witjes).
Moschoneura werd in 1870 beschreven door Butler.

## Soort
Moschoneura omvat de volgende soort:
- Moschoneura pinthous - (Linnaeus, 1758)